# 正犯
正犯（德語：Täter (Strafrecht)），大陆法系刑法概念，系以可归责于自己行为实现客观不法构成要件者，即实行行为实施者，亦称实行犯。
正犯包括直接正犯、间接正犯無疑，然而共同正犯在日派體系中歸於廣義共犯，因為共同正犯所有之一部行為全部責任原則是直接正犯及間接正犯所沒有的，似非常接近共犯，其與共犯之差異似乎僅剩下支配力之有無，故尚有爭議。正犯本质为犯罪事实支配，基於犯罪支配理論，直接正犯为犯行支配，间接正犯为意思支配，共同正犯为功能支配。